# Spirobolida

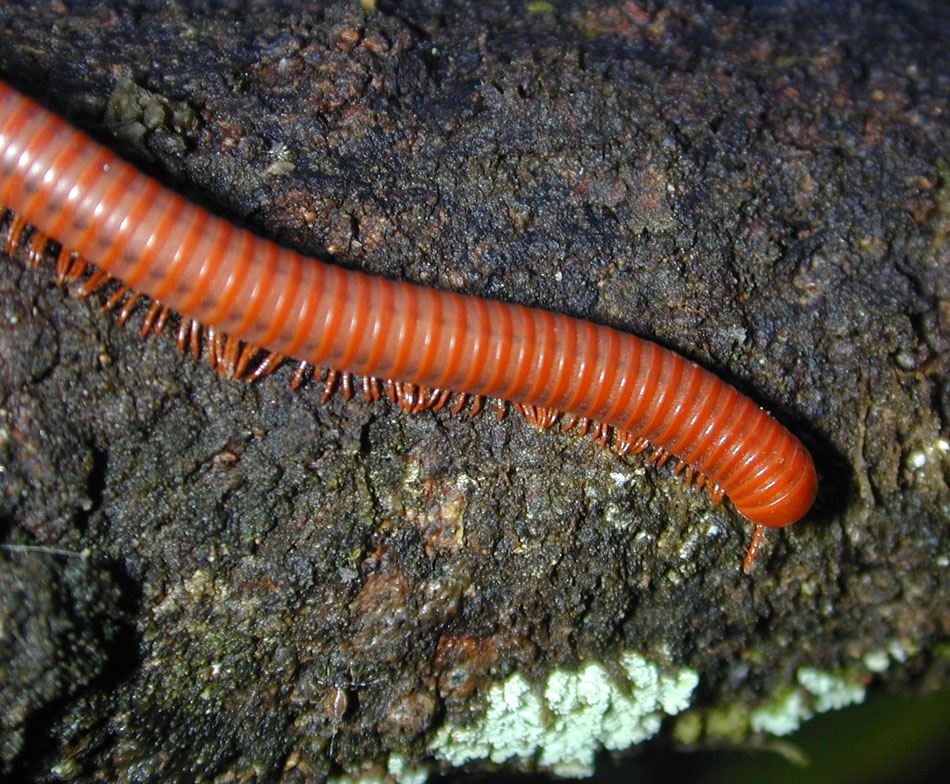
Trigoniulus corallinus

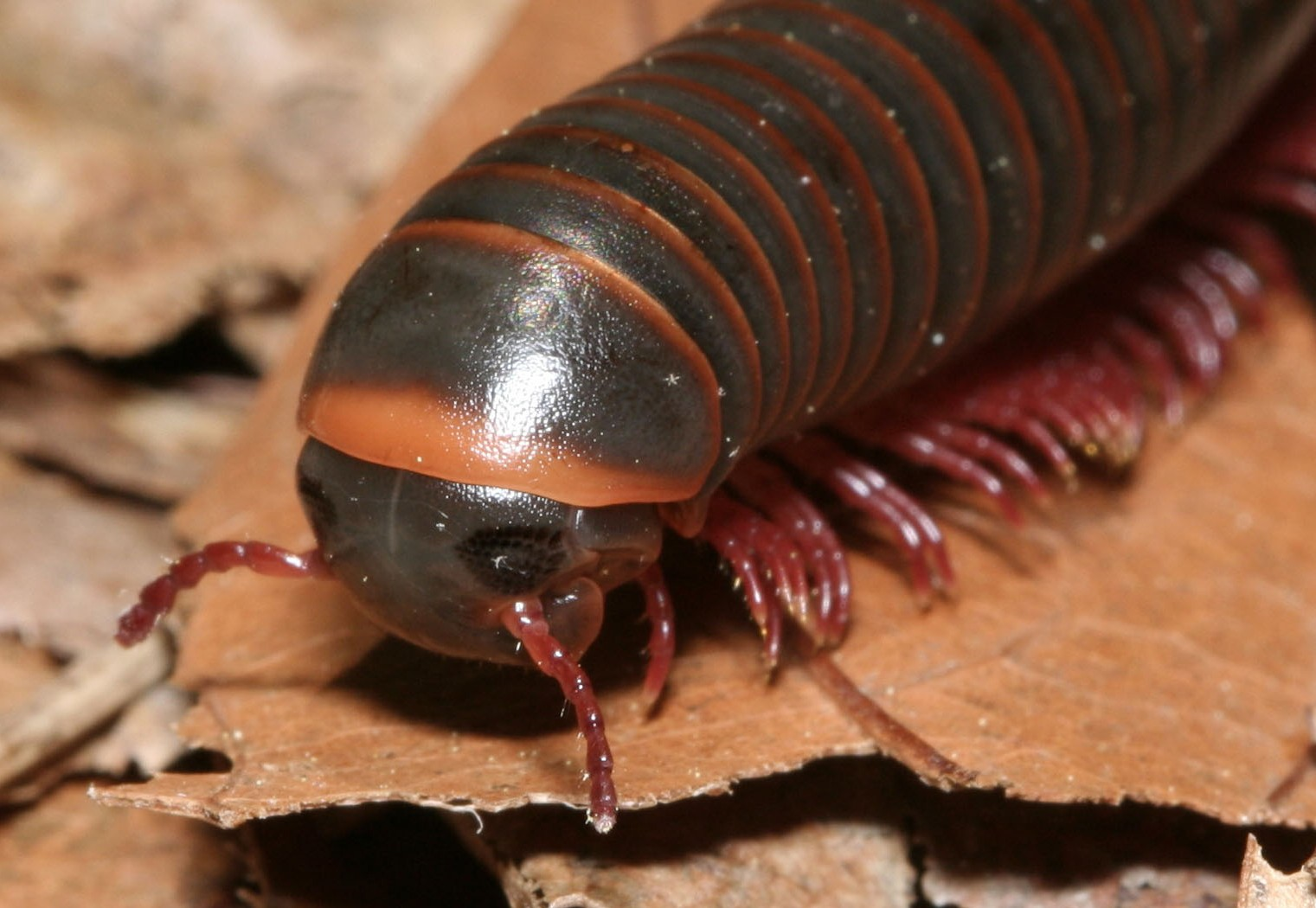
Narceus americanus

Spirobolida (англ.) — отряд крупных двупарноногих многоножек из инфракласса Helminthomorpha. Более 500 видов. Западное полушарие, Африка к югу от Сахары, Юго-Восточная Азия, Австралия. Главным образом, тропическая группа. Тело длинное змеевидное. Число сегментов более 30. Параноты и дорсальная бороздка отсутствуют. Длина до 200 мм. Голова крупная и округлая; глаза у большинства видов развиты. Многие виды ярко окрашены. В ископаемом состоянии известны с верхнего мела.

## Классификация
13 семейств, около 110 родов и более 500 видов. В 2010 году в результате филогенетического анализа семейство Rhinocricidae было признано сестринским ко всем остальным членам группы и выделено в подотряд Rhinocricidea.
- Подотряд Spirobolidea Cook, 1895 (11 семейств)
  - Allopocockiidae Keeton, 1960 (3 рода, 7 видов)
  - Atopetholidae Chamberlin, 1918 (14 родов, 45 видов)
  - Floridobolidae Keeton, 1959 (1 род, 1 вид)
  - Hoffmanobolidae Shelley, 2001 (1 род, 1 вид)
  - Messicobolidae Loomis, 1968 (3 рода, 25 видов)
  -  ? Onychelidae Verhoeff, 1938 (или в составе Atopetholidae)
  - Pseudospirobolellidae Brölemann, 1913 (2 рода, 4 вида)
  - Rhinocricidae Brölemann, 1913 (16 родов, 110 видов)
  - Spirobolellidae Brölemann, 1913 (8 родов, 90 видов)
  - Spirobolidae Bollman, 1893 (6 родов, 22 вида)
  -  ? Spiromimidae Brölemann, 1913 (или в составе Pachybolidae)
  - Typhlobolellidae Hoffman, 1969 (5 родов, 6 видов)
- Подотряд Trigoniulidea Brölemann, 1913 (2 семейства)
  - Pachybolidae Cook, 1897 (33 рода, 150? видов)
  - Trigoniulidae Attems, 1909 (21 род, 45 видов)
- Роды incertae sedis
  - Amblybolus Cook, 1896
  - Amblybolus Keeton, 1964
  - Banosolus Wang, 1951
  - Tonkouibolus Demange & Mauriès, 1975